# Monstera luteynii
Monstera luteynii là một loài thực vật có hoa trong họ Ráy (Araceae). Loài này được Madison mô tả khoa học đầu tiên năm 1977.